# Umbilicaria robusta
Umbilicaria robusta är en lavart som först beskrevs av Llano, och fick sitt nu gällande namn av D. J. Galloway & Sancho. Umbilicaria robusta ingår i släktet Umbilicaria och familjen Umbilicariaceae.   Inga underarter finns listade i Catalogue of Life.